# Vittoria Archilei
Vittoria Archilei, née Vittoria Concarini vers 1555 à Rome et morte vers 1620 à Florence, est une chanteuse d'opéra italienne de la seconde moitié  du XVIe et du début du XVIIe siècle, considérée comme la première diva de l'histoire de la musique classique. Elle est aussi luthiste et danseuse.

## Biographie
Vittoria Archilei naît vraisemblablement à Rome entre 1550 et 1560 dans la famille Concarini. Elle épouse le compositeur Antonio Archilei, et entre au service de Ferdinand Ier de Médicis en même temps que le compositeur Emilio de' Cavalieri dont elle est la protégée. Son mari est d'abord rattaché au service du cardinal de Santa Fiore avant de rejoindre la maison du cardinal de Médicis. Elle et son mari participent en 1579 au mariage du duc François Ier de Médicis et de son ancienne amante Bianca Cappello. En 1584, elle participe aux fêtes du mariage d'Éléonore de Médicis et de Vincent II de Mantoue. En octobre 1587, François Ier de Médicis et Bianca Cappello meurent dans des circonstances longtemps inconnues, laissant le pouvoir à Ferdinand Ier, plus libéral que son frère. Emilio de' Cavalieri en retire un avantage certain et va s'installer, ainsi que Vittoria et Antonio Archilei à sa suite, dans l'entourage du nouveau grand-duc de Toscane.

### Noces ducales
En 1589, Vittoria Archilei participe aux grandes fêtes de Florence données en l'honneur du mariage ducal de Ferdinand Ier de Médicis et de Christine de Lorraine. C'est à cette occasion qu'est créé La Pellegrina, dont les intermèdes chantés illustrent le style nouveau, qui finira par donner l'opéra. Parmi les compositeurs qui ont œuvré à la musique des intermèdes, on retrouve Cristofano Malvezzi et Luca Marenzio qui ont eu la responsabilité de la musique, à laquelle s'ajoutent des œuvres modernes d'Emilio de' Cavalieri, Giulio Caccini, Jacopo Peri et peut-être Antonio Archilei. Luca Marenzio, Giulio Caccini, Jacopo Peri et les époux Archilei participent comme chanteurs et chanteuse lors de la création de l'œuvre.
Si l'attribution du premier madrigal est hésitante, certaines sources l'attribuant à Antonio Archilei, tandis que pour d'autres la paternité revient à Emilio de' Cavalieri, l'interprète en est certainement Vittoria Archilei. Extrêmement difficile à chanter, la chanteuse s'accompagne pourtant d'un grand luth auquel s'adjoignent deux chitarroni, dont l'un est joué par son mari. Vittoria Archilei, personnifiant l'Harmonie, est descendue « vêtue comme un ange » du haut de la scène sur un nuage grâce aux machines inventées par Bernardo Buontalenti, le tout devant le rideau de scène représentant une vue de Rome. C'est cette mise en scène et la maitrise technique nécessaire à la création de la partie vocale qui mettent en avant la réputation de celle qui a été surnommée « La Romanina ». Au début du cinquième intermède, dont le sujet est le sauvetage d'Arion, Vittoria Archilei apparaît cette fois en Amphitrite. Son entrée se fait sur un char en forme de conque, tiré par deux dauphins et entouré de tritons et de nymphes marines. À nouveau, elle chante un madrigal en s'accompagnant d'un luth, accompagné aussi par une arciviolata lira, instrument proche du lirone, jouée par Alessandro Striggio, ainsi que d'autres instruments confiés aux nymphes. Le madrigal qui suit est chanté par tout le groupe avec une intervention soliste de Vittoria Archilei, suivi d'un trio auquel elle participe avec Antonio Archilei et leur élève Margherita. Le sixième madrigal est une apothéose dans laquelle le ciel s'entrouvre pour laisser voir le conseil des dieux duquel descendent Apollon, Bacchus, le Rythme, l'Harmonie, les Grâces, les Muses ainsi que deux Amours par le même mécanisme que pour le premier madrigal, le tout accompagné de voix et d'instruments. Le castrat Onofrio Gualfreducci interprète l'air Godi turba mortal d'Emilio de' Cavalieri. À la suite de cela, l'ensemble des chanteurs et des instrumentistes exécute un madrigal à trente voix réparties en sept chœurs. Enfin, Vittoria Archilei, Lucia Caccini et Margherita participent au grand ballo d'Emilio de' Cavalieri, chantant et dansant en s'accompagnant d'une guitare espagnole, d'une guitare napolitaine et d'un tambour de basque. Le trio alterne avec le chœur et l'orchestre, sous une forme proche de ce qui deviendra plus tard le concerto grosso.

### Interprétations postérieures
Elle chante ensuite le rôle principal de la Disperazione di Fileno d'Emilio de' Cavalieri au cours de l'hiver 1590-1591. Lors de cette représentation, le public aurait beaucoup pleuré. Elle passe l'hiver 1593-1594 à Rome, chez Emilio de' Cavalieri où elle se serait faite entendre par le duc de Nevers. Elle participe, lors de son séjour à Rome, à une réunion chez Philippe Néri, fondateur de la Congrégation de l'Oratoire. Elle y chante un Benedictus, mais les auditeurs lui demandent des chansons à la mode, avant qu'un prêtre de l'Oratoire de la Vallicella ne danse une canarie et un pedrolino qui, selon les dires de Vittoria Archilei rapportés par Emilio de' Cavalieri, étaient « admirablement bien » dansés. En partant, elle reçoit une grande tape de Philippe Néri qui lui fait promettre de revenir, ce qu'elle ne fera pas, ce dernier mourant l'année suivante.
En 1598, elle chante dans Dafné de Jacopo Peri, œuvre reprise en 1599, 1600 et 1604 et depuis perdue, période où Vittoria Archilei est à l'apogée de son talent et de sa carrière. On ignore en revanche si c'est elle qui a chanté le rôle-titre dans l'opéra Euridice de Jacopo Peri. Jacopo Peri et Giulio Caccini font cependant de Vittoria Archilei une arbitre dans la querelle entre le nouveau style vocal et l'ancien. Elle est admirable dans les « passages » et les ornements, mais aussi dans le recitar cantando. Jacopo Peri va même jusqu'à affirmer que son style vocal plaît beaucoup à « cette fameuse Vittoria Archilei, que l'on peut appeler l'Euterpe de notre temps ».

### Fin de carrière et début duxviiesiècle
Elle semble se retirer de la scène à partir du début du XVIIe siècle, retournant à Rome en 1602 où elle se produit pour les cardinaux à l'occasion d'une visite au vignoble du cardinal del Monte. Emilio de' Cavalieri raconte qu'elle était alors en grande forme et que la salle voûtée dans laquelle elle chantait alors a rendu sa voix plus belle que jamais elle ne l'avait été. Elle chante peu après à Florence, toujours en l'honneur du cardinal del Monte, mais aussi du cardinal Montalto, accompagnée des dames Caccini (probablement Francesca et Settimia Caccini, Lucia Caccini étant morte en 1593).
Après 1602, elle ne chante plus que dans les églises de Florence et de Pise, accompagnée de son mari et des Caccini.
En 1610, lorsque commence la carrière d'Adriana Basile, Vittoria Archilei assiste, mais sans chanter, à la réception donnée en l'honneur de sa rivale. Elle se produit une dernière fois à Florence en 1611 dans la Mascherata di ninfe di Senna d'Ottavio Rinuccini, mise en musique par Gagliano et Peri qui joue le rôle de Neptune, tandis que Francesca et Settimia Caccini auront les rôles féminins, chacune des trois ayant composé leurs propres rôles. L'œuvre sera reprise en 1613 en l'honneur de la femme de l'ambassadeur de Lucca.

## Considérations post-mortem
Sigismondo d'India confirme lui aussi la réputation de Vittoria Archilei, la considérant comme la plus intelligente des chanteuses et vantant la douceur de sa voix. De même, en 1628, Vincenzo Giustiniani attribue à Vittoria Archilei d'avoir été la première à promouvoir « il vero modo di cantare », la véritable façon de chanter, ce qui a été appelé ensuite le stile rappresentativo ou stile recitativo. En 1629, une œuvre posthume du poète Giambattista Marino lui rend hommage. Au début du xxe siècle, Angelo Solerti souligne ces prestations et les accompagne de commentaires élogieux,.